# Bruce Edwards Ivins

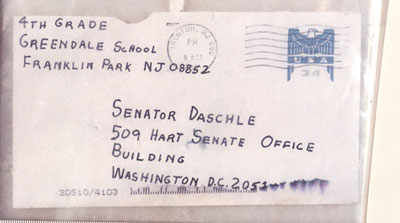
A Tom Daschle szenátornak címzett levél anthrax spórái két postai dolgozó életét követelték.

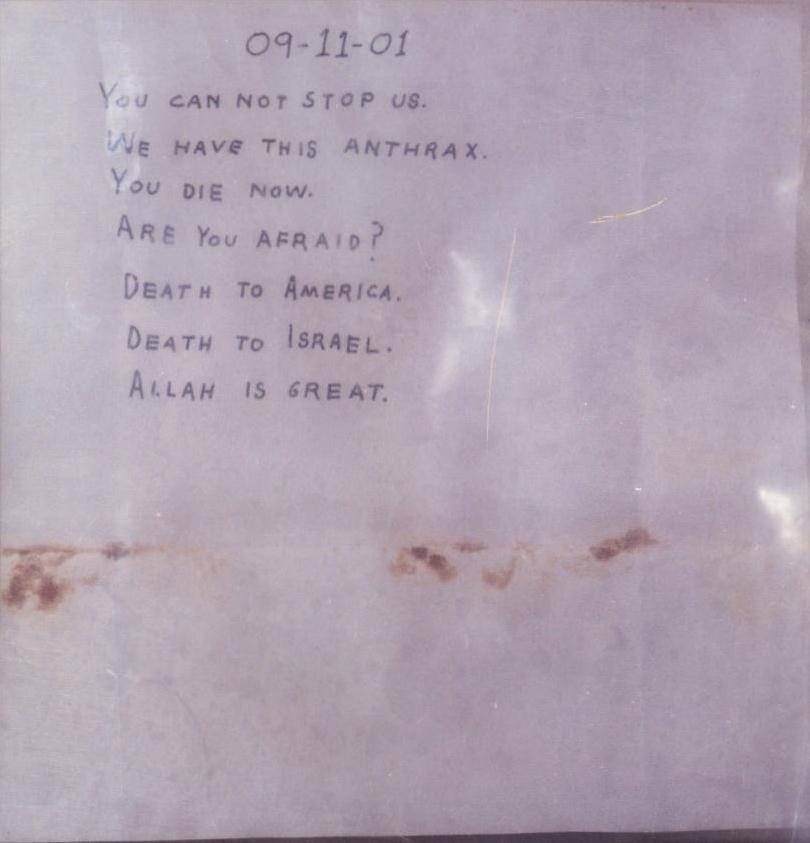
A levél szövege iszlám terroristákra akarta terelni a figyelmet.

Bruce Edwards Ivins (Lebanon, Ohio, 1946. április 22. – Frederick, Maryland, 2008. július 29.) mikrobiológus és vakcina kutató, a biológiai biztonság szakértője volt az Egyesült Államok Hadseregének Fertőző Betegségek Katonaorvosi Kutató Intézetében (USAMRIID) Maryland állam Fort Detrick városában. Számos bizonyíték arra utal, hogy ő követte el 2001. őszi amerikai anthrax-levél támadásokat .
Öngyilkos lett, mikor a Szövetségi Nyomozóiroda és az Igazságügyi Minisztérium sajtótájékoztatón jelentette be, hogy őt gyanúsítja a bioterrorista támadásokkal.
2001 szeptembere és októbere során Ivins lépfene (anthrax) baktériumokkal (Bacillus anthracis) fertőzött postai leveleket küldött szenátusi képviselők irodáinak és a sajtó egyes képviselőinek. A támadások öt halálos, és több tucat súlyos sebesült áldozattal jártak.

## Gyermekkor és család
Az Ohio állambeli Lebanonban született, apja gyógyszerész volt, aki saját gyógyszertárat birtokolt. A család a helyi presbiteriánus templomba járt, de Ivins később a katolikus hitre tért. Középiskolás korától érdeklődött a természettudományok iránt. Felesége Diane Ivins, két gyermekük született.

## Tanulmányok és karrier
A Cincinnati Egyetemen szerzett alapdiplomát (BSc) 1968-ban, majd mesterdiplomát (MSc) 1971-ben, végül mikrobiológiából doktorált (PhD) 1976-ban. Doktori dolgozata kórokozó baktériumok toxinjairól szólt.
36 éven át dolgozott kutatóként, ebből 18 éven át a biológiai biztonság terén vezető szakértőként a Egyesült Államok Hadseregének Fertőző Betegségek Katonaorvosi Kutató Intézetében (USAMRIID). Kezdetben a legionárius betegség és a kolera baktériumaival, majd a szverdlovszki baleset után, 1979-től, a lépfene (anthrax) baktériumokkal foglalkozott.
Karrierje során legalább 44 tudományos dolgozatot publikált. Ezek közt számos cikk a lépfenével foglalkozott. A 2001 után írott cikkeiben gyakran említette a 2001-es anthrax-levél támadásokat, hogy kihangsúlyozza kutatásai jelentőségét.
Társszerzője két amerikai szabadalomnak, melyek a lépfene elleni új típusú vakcinák kifejlesztését célozták. E szabadalmak a munkáltatója, az Egyesült Államok Hadserege szolgálati szabadalmai.

## Magánélet
Ivins vallási nézeteit a Frederick News-Post hasábjain is sokszor nyilvánosságra hozta. Ezeket az írásokat az Igazságügyi Minisztérium vádemelési javaslata is felhasználta, azt valószínűsítve, hogy a Tom Daschle és Patrick Leahy szenátoroknak küldött anthrax-levelelek feladásának indítéka Ivins vallási meggyőződése lehetett. Mindkét megtámadott szenátor katolikus, de "pro-choice" nézeteket vall, tehát támogatja az abortusz bizonyos fokú legalizálását. Ivins szabad idejében a helyi templomban zenélt, tagja volt az amerikai Vöröskeresztnek, és alapító tagja volt a Fredericki Zsonglőrök körnek.

## Állítólagos szerepe az anthrax-levél támadásokban
A 2001-es anthrax-levél támadások több levélküldeményből álltak, melyek a "Halál Amerikára... Halál Izraelre... Allah hatalmas" szövegeken túl a lépfene halálos spóráit is tartalmazták. A címzettek közt voltak Tom Daschle és Patrick Leahy szenátorok, valamint az ABC News, a CBS News, a NBC News, a New York Post és a National Enquirer szerkesztőségi irodái.

### A nyomozás első szakasza
Mint e téren szakképzett mikrobiológust, Ivinst bevonták a nyomozásba. Sokat dolgozott a valódi kórokozókat tartalmazó levelek, és az akkoriban megszaporodó "fehérporos blöff" levelek elkülönítésén. Az első eredmények szerint a mintákban bentonitot találtak, ami a hatóanyag iraki eredetére utaló ásványi nyom volna. Ezt azonban sosem sikerült igazolni. Mindez felveti a gyanút, hogy ezt az adatot Ivins meghamisította.

### 2002-es anthrax szivárgás
2002-ben vizsgálat indult Fort Detrick-ben, mert anthrax spórák jutottak az intézmény jól őrzött területéről a nem védett területre. A eset miatt kétségek merültek fel, hogy az USAMRIID egyáltalán képes-e biztonságosan kezelni halálos biofegyver hatóanyagait. Egy munkatársa elmondta Ivinsnak, hogy aggódik a "fehérporos levelek" vizsgálata során esetleg kiszabaduló spóráktól. Ivins megvizsgálta az illető asztalát, talált anthraxot, fertőtlenítette a helyet, de nem értesítette a felelős vezetőket.

### 2003-as kitüntetés a Védelmi Minisztériumtól
Ivins és két kollégája 2003-ban az anthrax-vakcina fejlesztéséért megkapta az USA Védelmi Minisztériumának legmagasabb olyan kitüntetését, mely polgári személyeknek adható (Decoration for Exceptional Civilian Service).

### A 2008-as nyomozás
A Szövetségi Nyomozóiroda sokáig egy másik amerikai szakembert, Steven Hatfillt gyanúsította a terrortámadások elkövetésével. Ezt a gyanúsítást 2008-ban visszavonták, és 5,8 millió dollár kártérítést fizettek neki az alaptalan gyanúsításért. Egyes nyomozók állítólag már 2002-ben is Ivins gyanúsítását javasolták. A nyomozás vezetőit 2006-ban lecserélték, ettől kezdve Ivins került a figyelem középpontjána. A nyomozók úgy vélték, hogy Ivins – aki panaszkodott az állatkísérletek lehetőségeinek korlátozása miatt – lehetőséget akart teremteni új vakcinái emberen való kipróbálására.
A Hatfill elleni nyomozás lezártával Ivins idegesen kezdett viselkedni, ezért felfüggesztették azt a jogát, hogy veszélyes anyagokkal dolgozzon. depresszióval kezelték, az öngyilkosság gondolatával foglalkozott.

## Halála
2008 júliusában a nyomozók tájékoztatták Ivinst, hogy a 2001-es bioterror támadások elkövetésével gyanúsítják, és az elkövetőre halálbüntetés várhat. Július 27-én eszméletlenül találták lakásában, kórházba vitték, ahol másnap meghalt. Halála minden jel szerint öngyilkosság volt, melyet gyógyszer-túladagolással valósított meg. Ivins védőügyvédje kiadott egy nyilatkozatot, mely szerint védence együttműködött a FBI szerveivel az akkor már hat éve tartó nyomozás során, és nincs köze a halálesetekhez.
A Los Angeles Times szerint Ivins hasznot húzott a támadásokból, mint a védettséget biztosító vakcina szabadalmának egyik tulajdonosa, mások az anyagi érdekeltségét vitatják.

## Bűnösségét alátámasztó jelek
2008 augusztusában hivatalosan is bejelentették, hogy Ivins a 2001-es anthrax-támadások magányos elkövetője volt. A vádat az alábbaikra alapozták:
- kevéssel a támadások előtt vakcinázta magát anthrax ellen,
- a támadások idején sokat túlórázott a munkahelyén, amire nem adott magyarázatot,
- a nyomozás során hamisan vádolta meg munkatársait,
- adatokat hamisított, hogy a nyomozókat megtévessze,
- egyike volt annak a mintegy 100 embernek, akik a felhasznált baktérium-törzshöz hozzáférhettek,
- egy korábbi e-mailben ugyanazt a nyelvezetet használta, mint ami később egy gyilkos levélben is megjelent.

## Kétségek
Ivins ügyvédje szerint a vádak nem meggyőzőek. Egyes szakértők szerint a hatóanyag kifinomultabb volt annál, mint amit Ivins egyedül elkészíthetett. A Daschle szenátornak küldött levélben a szemcseméret 1,5-3 mikrométer volt, ez sokkal kisebb, mint a korábbi szovjet vagy amerikai fegyverekben használatos anyagok. A spórák csomósodását egy igen fejlett adalékanyag hozzáadásával gátolta meg az elkövető, a kételkedők szerint erre Ivins nem lett volna képes.

## Lépfenével kapcsolatos szabadalmai
- U.S. Patent 6316006PDF-hivatkozás November 13, 2001 Asporogenic B anthracis expression system
- U.S. Patent 6387665PDF-hivatkozás May 14, 2002 Method of making a vaccine for anthrax